# Robert Pack
Robert John Pack (né le 3 février 1969 à La Nouvelle-Orléans, Louisiane) est un joueur et entraîneur américain de basket-ball. Surnommé "Pac-Man", ce meneur d'1,88 m a disputé treize saison en NBA, essentiellement aux Nuggets de Denver.

## Biographie
Pack est diplômé de l'université de Californie du Sud (USC). Il n'est drafté par aucune équipe NBA et commence sa carrière en tant qu'agent libre avec les Trail Blazers de Portland en 1991. Il dispute 72 matchs avec les Blazers pour son année rookie, pour des moyennes de 4,6 points dans un rôle de remplaçant derrière les vétérans Terry Porter et Danny Ainge. Les Blazers participent aux Finales NBA cette saison-là, s'inclinant 4-2 face aux Bulls de Chicago. Lors de l'intersaison 1992, Pack est transféré aux Nuggets de Denver contre un second tour de draft 1993.
Il passe trois saisons avec les Nuggets, jusqu'en 1994-1995. Il fait partie de la jeune équipe des Nuggets composée de Dikembe Mutombo, LaPhonso Ellis et Mahmoud Abdul-Rauf qui est la première équipe de l'histoire de la NBA classée à la 8e place lors de la saison régulière à battre une équipe classée première lors des playoffs en battant les SuperSonics de Seattle au premier tour des playoffs 1994. Cette prouesse peut être qualifiée d'exploit, d'autant plus que les Supersonics de Seattle menaient la série 2-0, et que les Nuggets de Denver leur ont arraché la victoire 3-2. C'est essentiellement grâce à Robert Pack que le match 5 fût gagné, en effet, il inscrivit 21 points, faisant de lui le meilleur joueur du match.  
Il participe au Slam Dunk Contest 1994. Pack est ensuite transféré aux Bullets de Washington contre Doug Overton et Don MacLean en 1995. En 31 matchs avec les Bullets, Pack réalise 18,1 points, 7,8 passes décisives, 4,3 rebonds et 2,00 interceptions par match pour ce qui est sa meilleure saison statistique de sa carrière. Au début de la saison 1996-1997, il rejoint les Nets du New Jersey avant d'être transféré à la mi-saison aux Mavericks de Dallas avec Shawn Bradley, Ed O'Bannon et Khalid Reeves contre Sam Cassell, Chris Gatling, Jim Jackson, George McCloud et Eric Montross. Pack demeure avec les Mavericks jusqu'à la fin de la saison 1999-2000, ne jouant jamais plus de 54 matchs dans une saison, des blessures le perturbant régulièrement.
Pack retourne aux Nuggets pour la saison 2000-2001 après avoir été transféré par les Mavericks via les Celtics de Boston. Les Timberwolves du Minnesota le recrutent pour la saison 2001-2002, où il ne joue que 16 matchs. Ses deux dernières saisons en NBA sont dans un rôle de remplaçant avec les Hornets de La Nouvelle-Orléans (2002-2003) et les Nets du New Jersey (2003-2004). Le 2 octobre 2005, Pack rejoint les Raptors de Toronto pour un essai, mais il n'est pas retenu.